# Plasztikus stílus

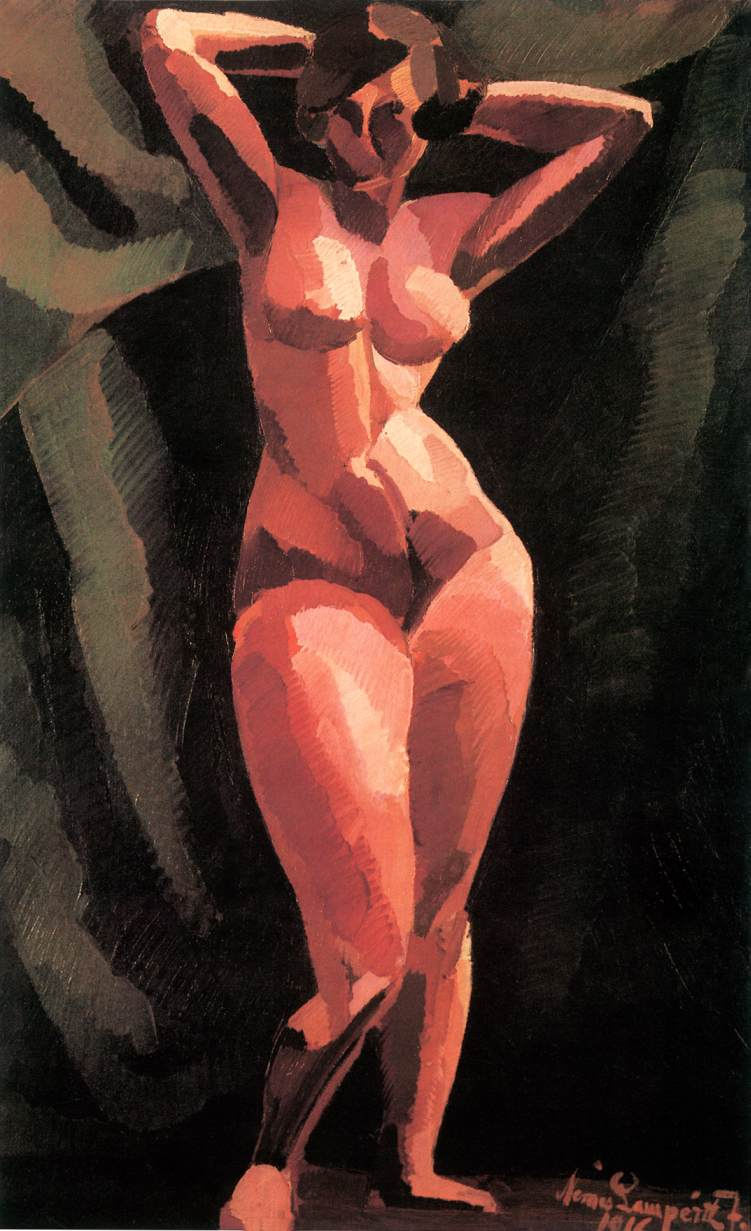
Nemes-Lampérth József: Álló akt szemben (1916)

Plasztikus stílus alatt a látás olyan kultúráját értjük, amely a rajzi vagy a síkszerű stílussal szemben a formákat térbeli valóságukban fejezi ki és a tömör, domború formákat emeli ki (görög művészet, reneszánsz művészet). Ha a szabad tér, a vákuum betöltése válik az ábrázolás fő témájává, akkor már festői stílusról beszélünk. (Manierizmus, barokk, holland művészet, XIX. századi naturalizmus, plein air, impresszionizmus, novecento).
A plasztikus stílus eleme a rajzi folyamatosságot biztosító vonal, amely nem stilizál, s nem alkalmaz síkszerűségre vezető kontúrokat. A fény- és árnyék hatást illetően nem a clair-obscur, a formákat elmosó, magába nyelő fény- és árnyék a meghatározó, hanem a formákat racionálisan modelláló, domborító ön- és vetett árnyék. Szinte kilép az alak a kompozícióból, látszólag háromdimenziós, szoborszerű.